# Nos patriotes
Ne doit pas être confondu avec Les Patriotes.
Pour plus de détails, voir Fiche technique et Distribution.
Nos patriotes est un film historique français réalisé par Gabriel Le Bomin et sorti en 2017. Il s'agit de l'adaptation du roman Le Terroriste noir (2012) de Tierno Monénembo qui raconte l'action d'Addi Bâ durant la Résistance.
Le film se déroule durant l'été 1940. Addi Bâ, un jeune tirailleur sénégalais, est emmené dans un camp de prisonniers. Il s'évade et se cache dans les Vosges. Il est secouru par Christine, une institutrice, qui l'emmène chez un fermier chargé de veiller sur lui. Protégé par certains villageois, il obtient des faux papiers qui lui permettent de vivre au grand jour. Repéré par ceux qui cherchent à agir contre l'occupant et qui ne se nomment pas encore « résistants », il participe à la fondation du premier maquis de la région, un réseau de Résistance, où Christine lui propose de participer au combat contre les Allemands.

## Synopsis
En juin 1940, un camion militaire allemand transporte des prisonniers sénégalais vers leur exécution. Lorsqu'ils sont relâchés dans un hangar, ils en profitent pour s'évader, mais sont rapidement pris en embuscade. Beaucoup sont fusillés, mais certains réussissent à fuir, dont l'adjudant Addi Ba.
Christine, une institutrice, vit avec son mari et son fils dans une région occupée par les Allemands. Elle apprend qu'un prisonnier noir blessé a été découvert dans la forêt et, avec son fils, elle part pour le secourir. Ils cachent Addi Ba dans leur grenier pour le protéger.
Les Allemands effectuent une fouille dans l’école à la recherche d'un évadé mais ne trouvent rien. Addi Ba, sous le nom de Rousseau, est déterminé à retrouver son ami Zanon. Christine l’aide à se rendre à la prison pour consulter les registres de l’infirmerie, mais sans succès. Pour plus de sécurité, Addi Ba est transféré dans une ferme, où il espère que la situation s’améliorera. Alors que la législation antisémite se renforce, Addi Ba obtient des papiers en tant que citoyen français et est embauché dans une scierie. Il reste cependant déterminé à retrouver Zanon. Rousseau entre en contact avec Marie, une fille de la Croix-Rouge qui lui promet de l'aider à retrouver son ami. Elle lui fixe un rendez-vous pour la semaine suivante.
Christine et des membres de la résistance, dont un fonctionnaire de la préfecture, recherchent des armes pour leur réseau. Rousseau, impliqué dans le réseau, tue un soldat allemand lors d’une confrontation et est par la suite recherché par les autorités. Christine l’avertit du danger et il reçoit des remontrances du chef du réseau pour avoir agi seul.
Le réseau de résistants, composé de nombreux membres, se réfugie dans les bois. Ils se ravitaillent en nourriture auprès d’une femme paysanne et de son fils muet. Addi Ba, désormais leader du groupe, commence à entraîner ses hommes. L'un des membres, mécontent du leadership d’Addi Ba, tente de fuir mais est rattrapé et tué par ses propres camarades. Le réseau apprend qu’un convoi allemand passera bientôt en train, avec une cargaison importante. Marie, ayant récupéré de la dynamite, prévoit de faire sauter un pont pour stopper le convoi. Addi Ba, dont une amie est liée au colonel allemand, utilise ses contacts pour obtenir des informations cruciales sur le convoi. 
Avec les informations obtenues, Marie, Addi Ba et un autre membre du réseau placent la dynamite sur le pont. Lors du passage du convoi, ils font exploser le pont, causant un coup dur aux Allemands. Les patriotes célèbrent leur victoire, et Addi Ba commence à être vraiment apprécié et reconnu comme un leader. Cependant, les Allemands ripostent rapidement. Le camp des patriotes est attaqué en raison d’une trahison interne. Addi Ba est capturé et conduit à la Kommandantur. Marie, avec l’aide de l’amie du colonel, tente de négocier sa libération. Addi Ba est sévèrement interrogé par le colonel allemand et risque la torture. Il découvre que la trahison vient de leur propre chef. Un autre patriote, ensanglanté, est amené devant lui pour accentuer la pression.
Face à la menace de torture et aux pressions, Addi Ba reste silencieux. Il écrit une dernière lettre à son père, exprimant son amour et son courage. Le lendemain, Addi Ba et un autre patriote sont exécutés, sacrifiant leur vie pour la cause de la résistance.

## Fiche technique
- Titre : Nos patriotes
- Réalisation : Gabriel Le Bomin
- Scénario : Gabriel Le Bomin, d'après le roman Le Terroriste noir de Tierno Monénembo
- Musique : Fabian Römer
- Montage : Bertrand Collard
- Photographie : Jean-Marie Dreujou
- Décors : Nicolas De Boiscuillé
- Costumes : Mahemiti Deregnaucourt
- Producteur : Farid Lahouassa, Aïssa Djabri et Denis Penot
- Production : Vertigo Productions
- Production exécutive musicale : General Score Belgique
  - Coproduction : France 3 Cinéma et La Vérité Production
- Distribution : Paname Distribution
- Genre : historique, guerre[1]
- Pays :  France
- Durée : 107 minutes
- Dates de sortie :
  -  France : 14 juin 2017

## Distribution
- Marc Zinga : Addi Bâ
- Alexandra Lamy : Christine
- Pierre Deladonchamps : Baptiste (nom de résistant : Félix)
- Louane Emera : Marie
- Audrey Bastien : Hélène
- Lucas Prisor : Lientenant Bernhard
- Astrid Whettnall : Louise d'Héricourt
- Grégory Gadebois : Gauthier
- Patrick d'Assumçao : Pierre Lagrange
- Zacharie Chasseriaud : Benoît
- Max Baissette de Malglaive : Célestin
- Antoine Chappey : Hubert Valdenaire
- Stéphane Bissot : Martine, la paysanne
- Isabelle de Hertogh : Noémie, la bonne
- Philippe du Janerand : Le médecin du camp
- Pasquale d'Inca : Le patron de bistrot
- Louis-Valentin Stempfel : Un soldat allemand

- Samuel Rouquié  : Un soldat tirailleur sénégalais

## Tournage
Plusieurs sites des Vosges sont utilisés pendant sept semaines pour le tournage comme le fort d'Uxegney, alors transformé en Frontstalag dans lequel seront cantonnés des tirailleurs sénégalais,.

## Accueil

### Accueil critique
En France, le site Allociné propose une note moyenne de 3⁄5 à partir de l'interprétation de critiques provenant de 18 titres de presse.
Pour Le Monde, Jacques Mandelbaum estime que Gabriel Le Bomin évoque Addi Bâ « honnêtement mais sans génie particulier (...) ne parvenant décidément pas à emporter ses fictions au-delà du récit qui les suscite ».

## Autour du film
L'introduction du film montre le massacre de soldats coloniaux après la débâcle de 1940. Bien que des soldats français coloniaux et métropolitains aient été massacrés lors de la Bataille de France, aucun de ces crimes n'a été commis dans un contexte de propagande comme cela est montré dans le film.[réf. nécessaire]